# Villa Unión (Santiago del Estero)
Villa Unión ist die Hauptstadt des Departamento Mitre in der Provinz Santiago del Estero im nordwestlichen Argentinien. Sie liegt 285 Kilometer von der Provinzhauptstadt Santiago del Estero entfernt und ist über die Ruta Nacional 34 mit ihr verbunden.

## Geschichte
Der Ortsname war ursprünglich Unión und beschrieb die Vereinigung zweier Straßen, die vom Fuerte Esperanza und von El Carmen kamen.

## Bevölkerung
Villa Unión (Santiago del Estero) hat 483 Einwohner (2001, INDEC), das sind 27 Prozent der Bevölkerung des Departamento Mitre.